# Donnayite-(Y)
La donnayite-(Y) è un minerale appartenente al gruppo della mckelveyite.